# Flughafen Qamdo-Bamda

i8
i11
i13
Der Flughafen Qamdo-Bamda (chinesisch 昌都邦达机场, englisch Changdu Bangda Airport, IATA-Code: BPX, ICAO-Code: ZUBD) ist ein Verkehrsflughafen in der Volksrepublik China. Er befindet sich in der Großgemeinde Bamda (Bangda), nahe der Stadt Qamdo (Changdu) im Osten des Autonomen Gebiets Tibet.
Der Flughafen wurde in einer Hochlandsteppe im Bamda-Grasland gebaut und am 22. Oktober 1994 eröffnet. Flughafenbetreiber ist die CAAC. Es gibt ein Terminal und ein Gästehaus. Das Flughafengelände liegt isoliert in einem Hochtal des Tanyaintaweng Shan, einem Gebirgsteil des Hengduan Shan. Der nächstgrößere Ort ist Bamda. 400 Meter südöstlich der Flughafenbauwerke befindet sich das Bangda Airport Monument, das aufgrund der klimatischen und technischen Herausforderungen den Erbauern des Flughafens zu Ehren errichtet wurde.
Mit einer Höhe von 4.335 Meter ü. d. M. war der Flughafen  bis zur Eröffnung des 77 Meter höhergelegenen Flughafen Dabba-Yardêng am 16. September 2013 der höchstgelegene Flughafen der Welt. Im Jahr 2019 wird allerdings der sich im Bau befindende Nagqu Dagring Airport mit 4.436 Meter ü. d. M. den Rang des höchstgelegenen Flughafens der Welt einnehmen.
Die einzige Start- und Landebahn des Flughafens Qamdo-Bamda hat eine Länge von 5.500 Meter und ist damit Weltrekordhalter unter den zivilen Flughäfen. Die enorme Länge ist notwendig, da wegen der höhenbedingten geringen Luftdichte eine hohe Geschwindigkeit durch die Luft notwendig ist, um einen Strömungsabriss zu vermeiden. Die deshalb deutlich höhere Landegeschwindigkeit sorgt für längere Bremswege bei der Landung. Beim Start kommt als weiterer erschwerender Faktor neben der höheren benötigten Geschwindigkeit zum Abheben auch die ebenfalls infolge der dünnen Luft verminderte Triebwerksleistung hinzu, so dass eine sehr lange Beschleunigung vonnöten ist. Der Flughafen verfügt über ein Instrumentenlandesystem (ILS).